# میلان میلوتینوویچ
میلان میلوتینوویچ (سیریلیک صربی: Милан Милутиновић؛ زادهٔ ۱۹ دسامبر ۱۹۴۲ – درگذشتهٔ ۲ ژوئیه ۲۰۲۳) یک سیاست‌مدار و دیپلمات اهل صربستان بود.
وی پس از اتمام دوران ریاست‌جمهوری توسط دادگاه بین‌المللی کیفری یوگسلاوی سابق به جرم جنایت جنگی دستگیر شد اما در ۲۶ فوریه ۲۰۰۹ از تمامی اتهامات تبرئه شد.
میلان میلوتینوویچ در ۲ ژوئیه ۲۰۲۳، در سن ۸۰ سالگی درگذشت.